# Ronde van de Doubs 2025
De veertigste editie van de wielerwedstrijd Ronde van de Doubs vond plaats op 20 april 2025. De 114 deelnemers startten in Pontarlier en finishten 196,9 kilometer later in Morteau. De wedstrijd maakte deel uit van de UCI Europe Tour, met de categorie 1.1, en de Coupe de France. De Fransman Mattéo Vercher won, voor zijn landgenoot Adrien Maire en de Spanjaard Iván Cobo.
Titouan Fontaine kwam na het verstrijken van de tijdslimiet over de finish en werd dus niet geklasseerd.

## Uitslag
| Plaats  | Naam                | Ploeg                             | Tijd     |
| ------- | ------------------- | --------------------------------- | -------- |
| Winnaar | Mattéo Vercher      | TotalEnergies                     | 3u46'03" |
| 2       | Adrien Maire        | Unibet Tietema Rockets            | z.t.     |
| 3       | Iván Cobo           | Kern Pharma                       | z.t.     |
| 4       | Clément Braz Afonso | Groupama-FDJ                      | z.t.     |
| 5       | Johannes Kulset     | Uno-X Mobility                    | + 2"     |
| 6       | Guillaume Martin    | Groupama-FDJ                      | z.t.     |
| 7       | Txomin Juaristi     | Euskaltel-Euskadi                 | + 10"    |
| 8       | Gotzon Martín       | Euskaltel-Euskadi                 | + 20"    |
| 9       | Clément Venturini   | Arkéa-B&B Hotels                  | z.t.     |
| 10      | Magnus Cort         | Uno-X Mobility                    | z.t.     |
| 11      | Fernando Barceló    | Caja Rural-Seguros RGA            | z.t.     |
| 12      | Joel Nicolau        | Caja Rural-Seguros RGA            | z.t.     |
| 13      | Sylvain Moniquet    | Cofidis                           | z.t.     |
| 14      | Johan Meens         | Wagner Bazin WB                   | z.t.     |
| 15      | Rémi Capron         | Van Rysel Roubaix                 | z.t.     |
| 16      | Nicolas Breuillard  | St Michel-Preference Home-Auber93 | z.t.     |
| 17      | Iker Mintegi        | Euskaltel-Euskadi                 | z.t.     |
| 18      | Nans Peters         | Decathlon AG2R La Mondiale        | z.t.     |
| 19      | Axel Mariault       | CIC-U-Nantes                      | z.t.     |
| 20      | José Manuel Díaz    | Burgos Burpellet BH               | z.t.     |
|         |                     |                                   |          |
| 37      | Menno Huising       | Visma \| Lease a Bike             | + 3'20"  |